# Stefania Prestigiacomo

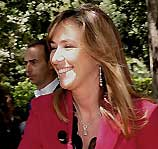
Stefania Prestigiacomo, 2008

Stefania Prestigiacomo (* 16. Dezember 1966 in Syrakus) ist eine italienische Politikerin des Popolo della Libertà und Unternehmerin. In Silvio Berlusconis zweitem und drittem Kabinett leitete sie das italienische Ministerium für Gleichberechtigung (2001–2006). Von Mai 2008 bis November 2011 war sie Ministerin für Umwelt, Landschafts- und Meeresschutz.

## Politische Karriere
Als Tochter einer Syrakuser Unternehmerfamilie, die im petrochemischen Industriegebiet Priolo Gargallo die Firma COEMI betreibt, wurde Stefania Prestigiacomo schon in jungen Jahren selbst unternehmerisch tätig und mit 23 Jahren zur Vorsitzenden der Vereinigung Junger Unternehmer von Syrakus gewählt. Sie hat Verwaltungswissenschaft studiert und gelangte durch ihren Mann Angelo Bellucci zur Forza Italia, für die sie 1994 in die Abgeordnetenkammer gewählt wurde. Auch ihr Onkel Santi Nicita, der 1983–1984 Präsident der Region Sizilien war, unterstützte sie bei ihrer politischen Karriere.
Im italienischen Parlament arbeitete sie im Ausschuss für Öffentliche und Private Arbeit sowie in der Sonderkommission zum Kinderschutz. Zudem war sie stellvertretendes Mitglied im Europarat und in der Westeuropäischen Union. Bei den Parlamentswahlen 1996, 2001, 2006 und 2008 wurde sie in ihrem sizilianischen Wahlkreis wiedergewählt; von 1996 bis 2001 war sie auch stellvertretende Fraktionsvorsitzende ihrer Partei in der Abgeordnetenkammer. Im Juni 2001 holte Silvio Berlusconi sie in seine Regierung (Kabinett Berlusconi II) als 'Ministerin für Bürgerrechte und Gleichberechtigung'. Dieses Amt hatte sie bis zum Regierungswechsel im Mai 2006 inne.
Bei den Regionalwahlen in Sizilien war sie sowohl 2005 als auch 2008 als Spitzenkandidatin des Mitte-rechts-Bündnisses Casa delle Libertà bzw. Popolo della Libertà im Gespräch, beide Male wurde ein männlicher Anwärter vorgezogen und gewählt: 2005 Totò Cuffaro und 2008 Raffaele Lombardo. Am 8. Mai 2008 berief Berlusconi sie als Umweltministerin in sein viertes Kabinett.
Am 22. Dezember 2010 kündigte sie den Austritt aus ihrer Partei an, nachdem sie bei einer Abstimmung über einen Entschließungsantrag zur Müllproblematik von ihrer eigenen Partei überstimmt wurde. Sie nahm diese Ankündigung nach einem Gespräch mit Berlusconi kurz darauf zurück.

Als einer ihrer Erfolge gilt das Verbot von Plastiktüten in Italien, das zum 1. Januar 2011 in Kraft trat, allerdings auch 2013 nicht umgesetzt wurde.
2019 beteiligte sie sich an einer Mission auf dem Rettungsschiff Sea-Watch 3, um auf die Situation von Migranten aufmerksam zu machen, was zu Spannungen mit Parteikollegen führte.
2020 stimmte sie als eine von wenigen Abgeordneten ihrer Partei für den sogenannten Zan-Gesetzentwurf zur Bekämpfung von Diskriminierung aufgrund sexueller Orientierung und Geschlechtsidentität.
Nach den Parlamentswahlen 2022 schied Prestigiacomo nach 28 Jahren ununterbrochener Tätigkeit aus dem Parlament aus, da sie keinen Sitz im Senat erhielt.